# Apertis verbis
L'espressione latina apertis verbis (lett. "con parole esplicite") indica che si è voluto esprimere un concetto, un'idea, un'opinione in modo chiaro ed esplicito, senza giri di parole. In italiano può essere sostituita dall'espressione chiaro e tondo.
Esempio: gli ho detto apertis verbis che se ne deve andare.